# Zmrzlina z černých malin

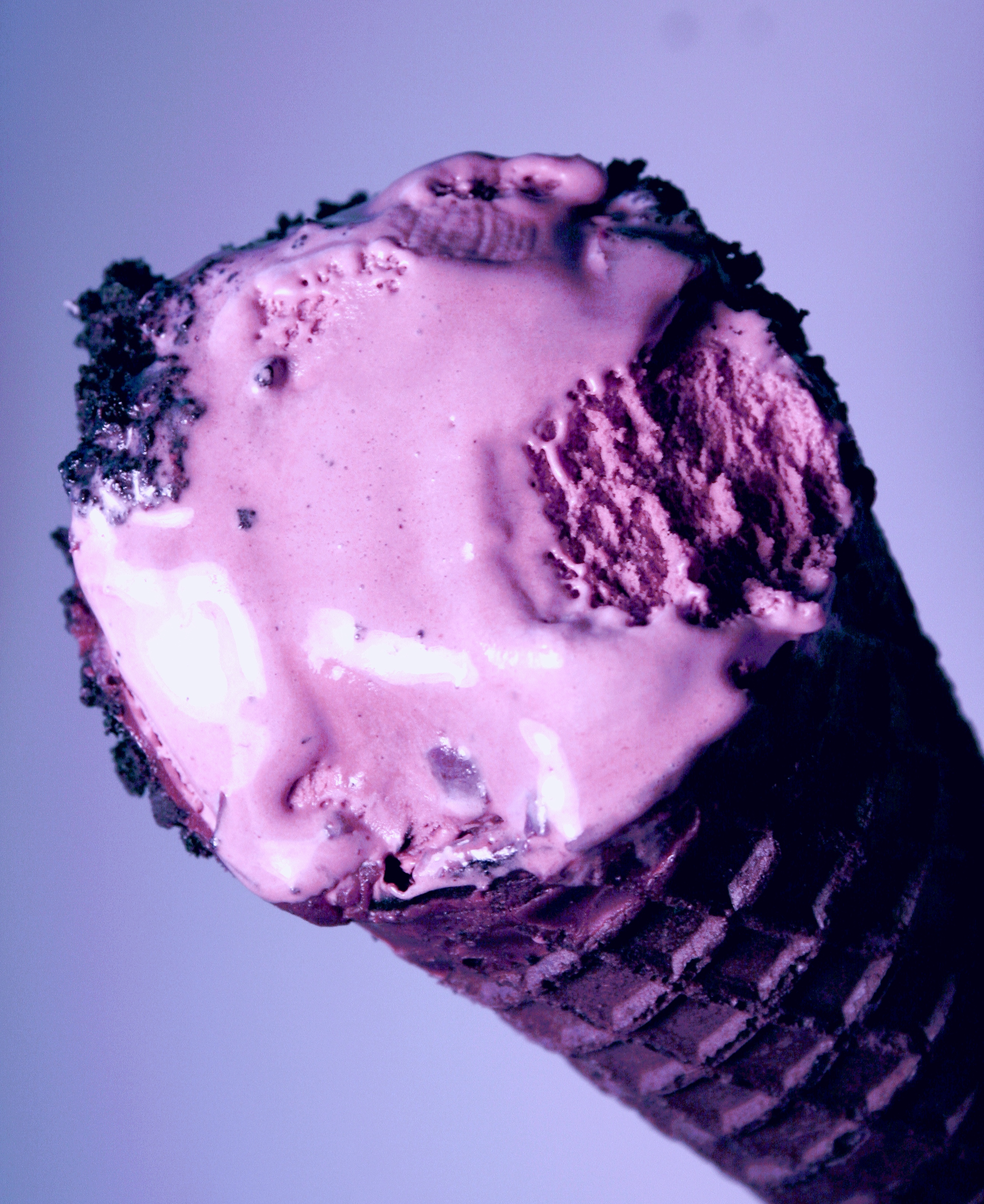
Zmrzliny z černých malin v kornoutu

Zmrzlina z černých malin je příchutí zmrzliny typickou pro oblast Nové Anglie v USA, kde se černé maliny přirozeně vyskytují v přírodě. Základ zmrzliny z černých malin bývá smetanový (smetana, cukr a vejce), k základu se posléze přidávají černé maliny. Existuje i varianta zmrzliny z černých malin s kousky čokolády.
V Nové Anglii jde o typickou příchuť zmrzliny podávanou ve zmrzlinárnách. Několik variant zmrzliny z černých malin vyrábí také zmrzlinářská velkofirma Graeter's, přičemž z prodeje zmrzliny s příchutí černých malin pochází zhruba pětina zisku této firmy.